# Binglingsi
Le Bingligsi, temple Bingling (chinois simplifié : 炳灵寺 ; pinyin : bǐnglíng sì) est un ancien sanctuaire bouddhiste. Il est situé sur le territoire du Xian de Yongjing, près du barrage de Liujiaxia, sur la ville-préfecture de Lanzhou, dans la province du Gansu, en République populaire de Chine. Le sanctuaire conserve encore de nombreuses figures d'argile et de vastes surfaces de murs peints.

## Le contexte de sa réalisation
Sous la Dynastie Jin de l'Ouest, au IIIe siècle, un grand ensemble commence à être creusé sur la rive nord du fleuve Jaune. Ces grottes deviennent officielle durant l'ère Jianhong (420 - 428) de la dynastie des Qin occidentaux (西秦) vers 420, à la fin de la période des Seize Royaumes (304 - 439). Ces Qin occidentaux, établis dans le Gansu, sont des populations Xianbei, tout comme leurs contemporains les Liang occidentaux (400 - 421), commanditaires des monastères de Mogao à Dunhuang), et à la différence des Qin antérieur (351-395) qui étaient tibétains. Les trois Qin - Qin antérieur (351-395), Qin postérieur (384-417) et Qin occidental (385-431) - ont parfois combattu les Liang, le territoire des Qin s'étant étendu au-delà du Gansu. Sous Fu Jian des Qin antérieurs, il avait pratiquement unifié le nord de la Chine, sous Yao des Qin postérieurs, Chang'an (Xi'an) était le plus grand centre bouddhiste en dehors de Liangzhou. Chacune de ces dynasties a contribué au développement du bouddhisme. Sous les Qifu des Qin occidentaux, deux réalisations majeures ont perduré dans le paysage : Maijishan et Binglisi.

## Présentation générale du site
L'ensemble de Binglingsi se trouve dans un espace grandiose, étalé sur deux kilomètres, en plein cœur de la Chine du lœss. Là, plusieurs hautes falaises se font face, creusée par un bras du Fleuve jaune. C'était, autrefois, un lieu de transit des marchandises sur la route de la soie, sur laquelle de nombreuses autres marchandises circulaient.
Les sanctuaires excavés de ce monastère bouddhiste ont probablement été mis en chantier à la fin du IVe siècle, mais la plus ancienne inscription date de 420. Cet espace naturel placé très haut sur la falaise (à 60 m du sol) a de grandes proportions (H. 15 m, L. 26,75 m, P. 8,56 m). À l'intérieur on rencontre des figures et terre sèche, peintes, et des peintures murales, le tout réalisé assez librement, laissant supposer que leur composition n'a pas été contraint par un plan préétabli. La plupart des sculptures sont modelées en terre sur une armature, et dans quelques cas, sur la pierre.
La grotte 169 (P. 8 m L. 26 m et H. 18 m) est la plus vaste de Chine. Elle témoigne de liens stylistiques importants avec la sculpture bouddhiste de Khotan, sur la route de la soie. En particulier les cinq Bouddas assis de la niche 23, qui ressemblent étroitement à ceux de Rawaq, à Khotan. Ailleurs, dans cette grotte, on rencontre d'autres styles, comme dans la niche 6, où l'image du Bouddha assisté par deux Bodhisattva est très proche de l'esthétique de Liangzhou, donc de Kucha. Il est probable que cet espace était réservé à la méditation. Par ailleurs, plusieurs inscriptions montrent que la transcription récente des livres sacrés, vers 400-410, a servi de support à certaines peintures à l'aspect plus rude.
En ce qui concerne la sculpture en pierre, ici, la plus ancienne sculpture figurative en pierre datée explicitement, dans un sanctuaire excavé, découverte sur le territoire chinois actuel, est (en 1997) précisément le Bouddha Amitābha, daté 420, situé dans la grotte 169:6 du Binglingsi . Ces figures de Bouddha sont caractérisées par des épaules larges, un torse puissant et un grand sens de la solidité géométrique et du poids.
Tout cet ensemble, fondé sur les enseignements du Mahayana qui ont eu la plus grande influence, ont reçu ici leur première interprétation visuelle et serviront de précédent essentiel pour la sculpture des Wei du Nord, aux grottes de Yungang et à celles de Longmen.
Le site est aussi célèbre pour la sculpture géante, haute de 27 m., taillée à l'époque des Tang.